# (182262) Solène
(182262) Solène, désignation internationale (182262) Solene, est un astéroïde de la ceinture principale.

## Description
(182262) Solene est un astéroïde de la ceinture principale. Il fut découvert le 17 avril 2001 à Saint-Véran par l'Observatoire de Saint-Véran. Il présente une orbite caractérisée par un demi-grand axe de 2,45 UA, une excentricité de 0,13 et une inclinaison de 3,0° par rapport à l'écliptique.

## Compléments